# Peter Hedin
Peter "Hedda" Hedin, född 21 maj 1958 i Växjö, är en svensk handbollstränare som varit verksam i över 40 år.

## Klubbuppdrag
Växjögrabben Peter Hedin var med som tränare då Växjö HF blev klara för Elitserien i Kristianstad 1990. Växjö spelade sedan i elitserien i tre år. 1994 blev Hedin tränare för damlaget Sävsjö HK, som var 1990-talets mest framgångsrika klubb med sex raka SM-guld 1993–1999 och Hedin var med som tränare vid de fem sista. Efter Sävsjö tog Hedin över Alstermo IF:s handboll under några år. 2001- 2002 var han åter i Sävsjö för att försöka rädda kvar klubben i elitserien men det misslyckades och Hedin återvände till Alstermo.
2005 slutade Peter Hedins definitivt som tränare enligt en tidningsartikel i Barometern. Redan 2010 bröt han detta och gjorde comeback som tränare och tog över Hästö IF under en säsong men återvände sedan till Alstemo IF där han var tränare till 2014. Efter ett års uppehåll tog han över Växjö HF i division 1 men laget klarade sig inte kvar och Hedins uppdrag avslutades 2016.

## Landslagsuppdrag
Hedin var en av ledarna i det svenska handbollslandslaget mellan 1979 och 1984. Från början som "materialare" bara på hemmaplan, men 1983 när Ragge Carlsson blev förbundskapten 1983 fick Hedin följa med även utomlands. Hedin var då Steg 3-utbildad och hade varit ledare i många år. Hedin gick då Steg 4-utbildning med internationell prägel. Hedin var sedan med vid OS 1984. Efter framgångarna som tränare för Sävsjö HK blev Hedin  förbundskapten för svenska damlandslaget över EM-kvalet 1995 och via ett starkt gruppspel, med bland annat Ryssland, kvalificerade Sverige sig för EM i Danmark.

## Klubbar
- Växjö HF (1990–1993?)
- Sävsjö HK (1994–1999)
- Alstermo IF (1999/2000?–2001)
- Sävsjö HK (2001–2002?)
- Alstermo IF (2002–2005)
- Hästö IF (2010–2011)[2][3]
- Alstermo IF (2011–2014?)[4]
- Växjö HF (2015–2016)[5][6]

## Meriter
- Svensk mästare fem gånger (1994, 1995, 1996, 1997, 1998, 1999) som tränare för Sävsjö HK